# Luigi Domenico Gismondi
Luigi Domenico Gismondi (19. července 1872, Sanremo – 1946) byl italský fotograf aktivní během 20. století zaměřený na Bolívii a oblasti jižního Peru a severního Chile. Během své kariéry se Gismondi stal průkopníkem fotografie v Bolívii, dokumentoval různé kulturní aspekty a portrétoval četné osobnosti a současně vytvořil komplexní sbírku snímků regionální architektury a geografie. Umělcův archiv je také pozoruhodný tím, že jako jeden z prvních má širokou škálu fotografií domorodých obyvatel z různých regionů.

## Životopis
Luigi Domenico Gismondi se narodil 19. července 1872 v obci Sanremo jako syn Pietra Gismondiho a Marie Modeny. Po sjednocení Itálie kvůli chudobě Gismondi v roce 1890 emigroval se svými rodiči a třemi sourozenci do Peru a usadili se v Mollendu. Od roku 1895 cestoval Gismondi se svými dvěma bratry Giacintem a Stefanem, oběma fotografy, oblastmi Cusco a Arequipa v jižním Peru. V roce 1901 se Gismondi oženil s Peruánkou Inés Morán v Arequipě, se kterou měl čtrnáct dětí, z nichž pouze sedm přežilo do dospělosti. Ve stejném roce začal působit v Bolívii a v roce 1904 se usadil ve městě La Paz. Zde založil fotografické studio Gismondi, které se stalo centrem jeho profesionální činnosti po zbytek jeho kariéry.

## Fotografická kariéra

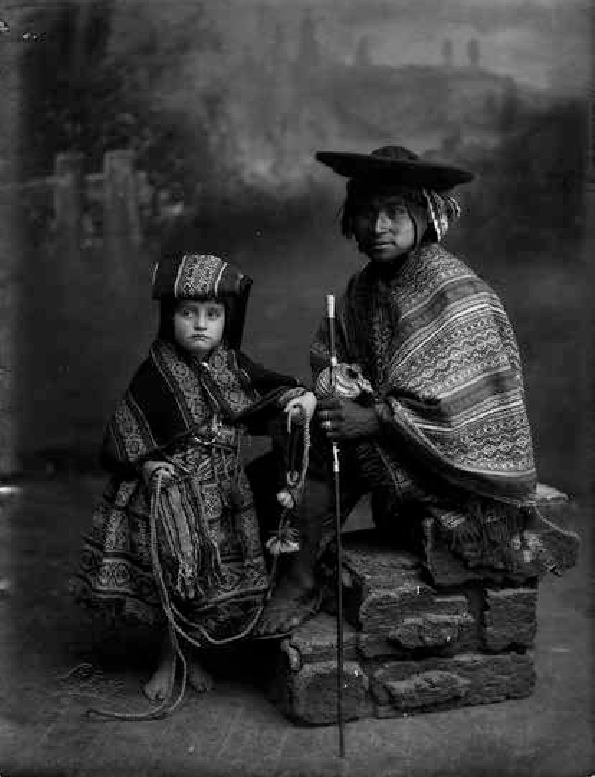
Indiánka a dívka s etnickými šaty v Cuscu, asi 1917. Sbírka Diran Sirinian, Buenos Aires

Ačkoli se jeho práce z velké části soustředila na město a departement La Paz, Gismondiho fotografická kariéra ho přivedla také na téměř celé území země, včetně přeshraničních snímků ve středním a jižním Peru a severním Chile, stejně jako v Argentině a Paraguay. V Bolívii byly jeho fotografické záznamy o zemi rozsáhlé. Zejména v La Paz jeho práce patřila mezi první systematické záznamy celého regionu, dokumentující složení městského města i Altiplana a tropických oblastí Yunga, které jej obklopují. Byl také prvním, kdo vytvořil dokumentovaný záznam koloniální a republikánské architektury země, který byl srovnáván s obdobnou prací mexického fotografa Guillerma Khala, a byl jedním z prvních průmyslových fotografů v Bolívii, dokumentující několik těžebních a železničních lokalit, většinou v departementu Potosí.
Většina prací prováděných v jeho ateliéru La Paz představovala oficiální fotografie a formální portréty jednotlivců. Během svého pobytu v La Pazu se Gismondi setkal s prezidentem José Manuelem Pandem, který ho jmenoval svým oficiálním dvorním fotografem. Gismondi si tuto pozici udržel po zbytek svého života a fotografoval každého bolivijského prezidenta od Panda (1899–1904) po Gualberta Villarroela (1943–1946). Rovněž pořídil oficiální portréty významných diplomatů, ministrů vlády a členů církevní hierarchie katolické církve, například arcibiskupů.
Je pozoruhodné, že Gismondi také pořídil velké množství fotografií domorodých obyvatel a byl jedním z mála fotografů, kteří se v té době zajímali o jejich portréty. Jeho zastoupení skupin, jako jsou choly, zdůraznění jejich extravagantního oblečení a jejich důstojná reprezentace, přišlo v době, kdy tito obyvatelé představovali v bolivijské společnosti nižší třídu. Za zmínku stojí zejména Muži, kteří táhnou za lano se třemi domorodými muži, kteří vyjadřují koncept silné domorodé rasy. Tyto fotografie se staly populární položkou na pohlednicích a byly významným pokrokem pro domorodé hnutí.
Kromě kulturní důležitosti svých děl Gismondi také významně přispěl k praktickému fotografování v Jižní Americe a přinesl do země mimo jiné italskou technologii a vybavení, jako jsou záclony, koberce, fotoaparáty, chemický materiál pro vyvolávání, skleněné desky a acetát. Po jeho smrti v roce 1946 pokračovalo studio Gismondi ve své oficiální fotografické práci prostřednictvím jeho syna Luise Adolfa, jeho vnučky Ruth a jeho pravnučky Geraldiny.

## Galerie

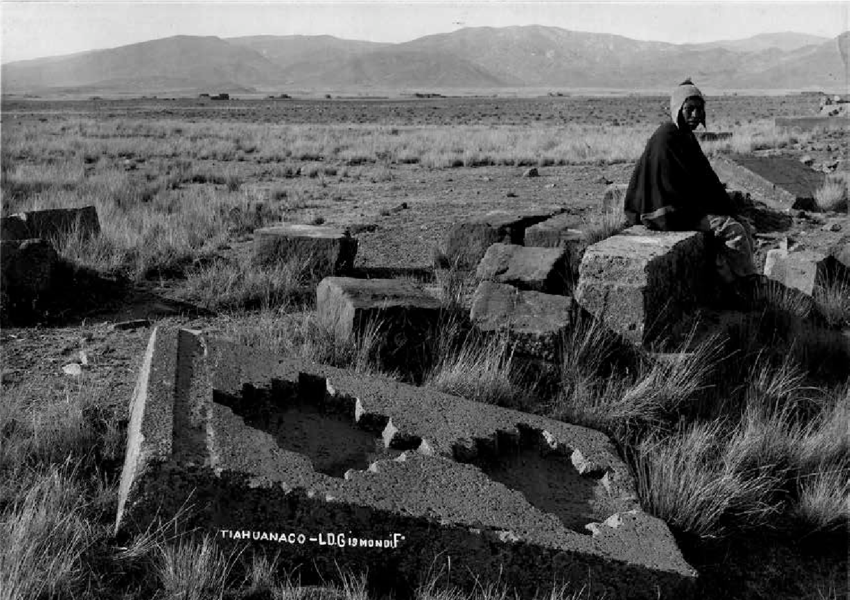
Tiahuanaco. 1907, Sbírka Diran Sirinian, Buenos Aires
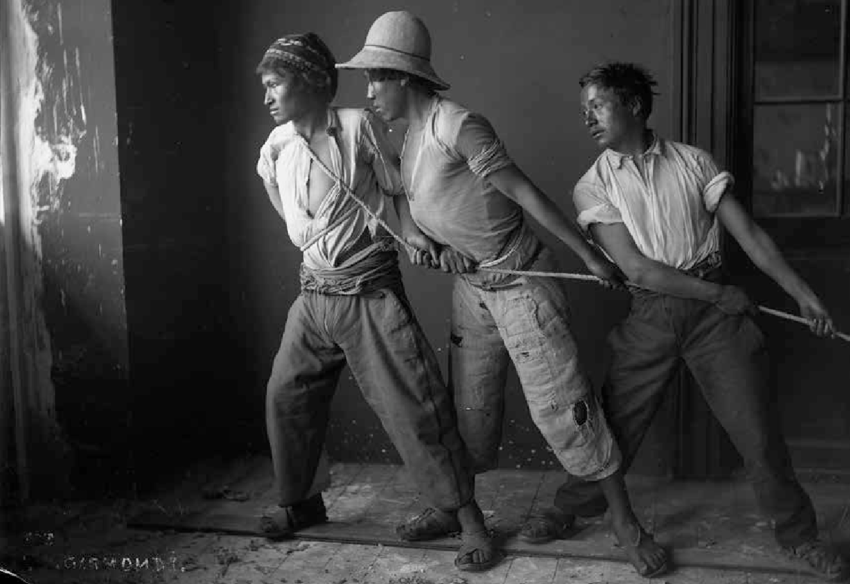
Muži táhnou za lano. 1925, Gismondi Studio Archive, La Paz
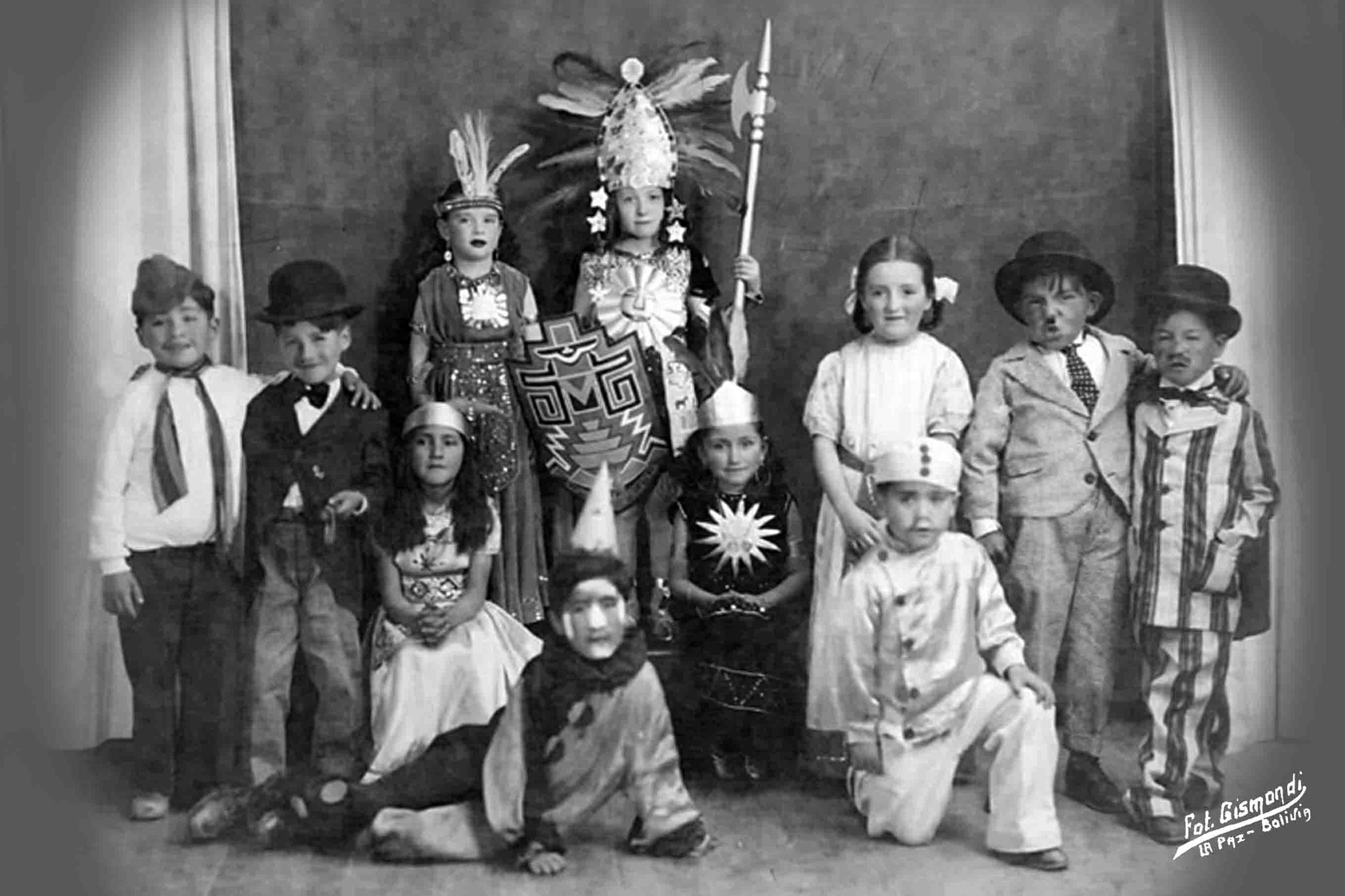
Děti oblečené na karneval, La Paz ve studiu Gismondi, 1941
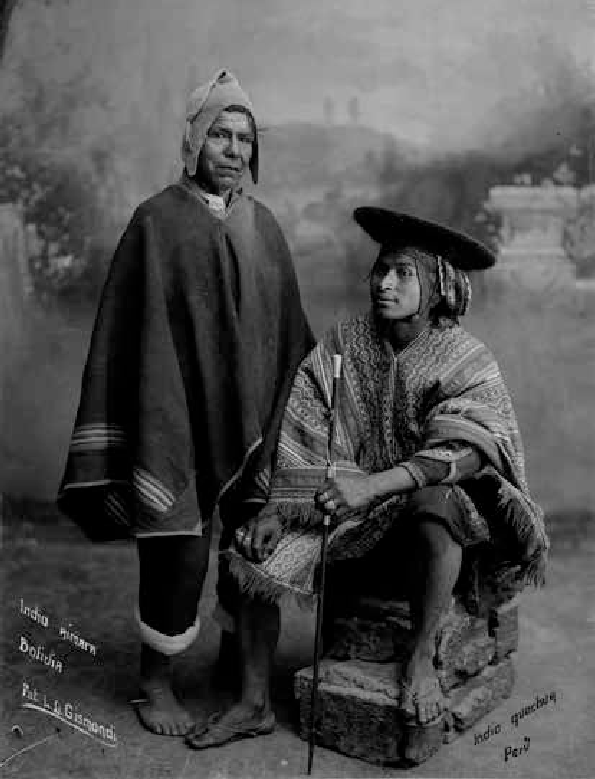
Ajmarští indiáni. Bolívie.. 1917, Gismondi Studio Archive, La Paz
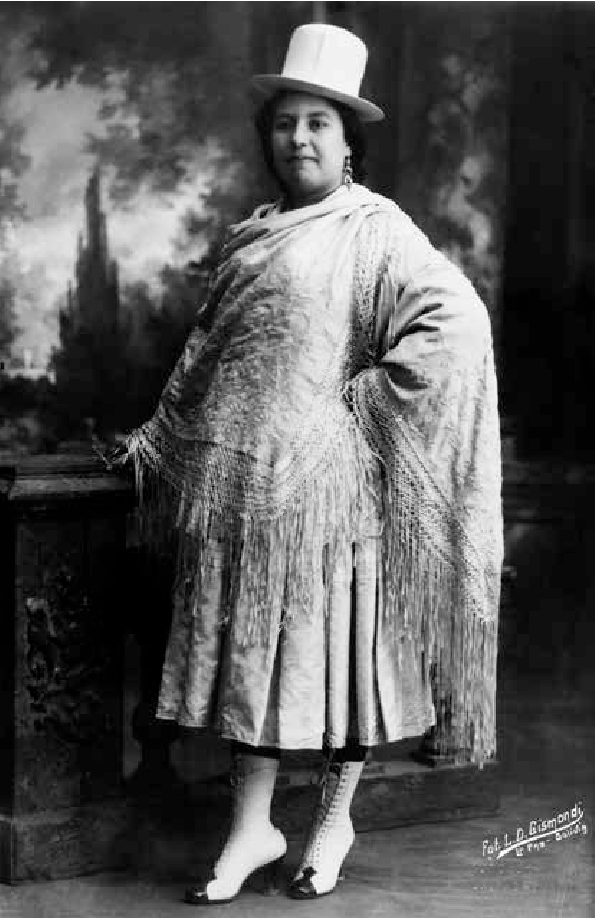
Chola Paceña, grand dame. 1925, Gismondi Studio Archive, La Paz
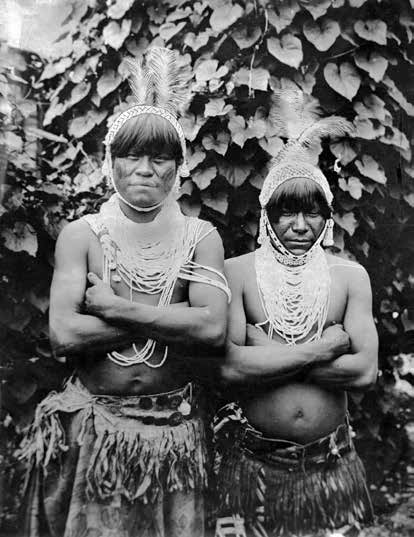
Jefes Charotes (obyvatelé údolí řeky Pilcomayo; Argentina a Bolívie). 1902–1909, Gismondi Studio Archive, La Paz